# Mariańskie Porzecze (gromada)
Mariańskie Porzecze – dawna gromada, czyli najmniejsza jednostka podziału terytorialnego Polskiej Rzeczypospolitej Ludowej w latach 1954–1972.
Gromady, z gromadzkimi radami narodowymi (GRN) jako organami władzy najniższego stopnia na wsi, funkcjonowały od reformy reorganizującej administrację wiejską przeprowadzonej jesienią 1954 do momentu ich zniesienia z dniem 1 stycznia 1973, tym samym wypierając organizację gminną w latach 1954–1972.
Gromadę Mariańskie Porzecze z siedzibą GRN w Mariańskim Porzeczu utworzono – jako jedną z 8759 gromad na obszarze Polski – w powiecie garwolińskim w woj. warszawskim, na mocy uchwały nr VI/10/2/54 WRN w Warszawie z dnia 5 października 1954. W skład jednostki weszły obszary dotychczasowych gromad Gożlin Górny, Gożlin Mały, Mariańskie Porzecze i Wicie, ponadto Kolonia Duży Las, wieś Ostrybór Gożliński, wieś Ostrybór Siedzowski i kolonia Zarośle z dotychczasowej gromady Ostrybór oraz wieś Jaszczyska z dotychczasowej gromady Zakrzew, ze zniesionej gminy Wilga w tymże powiecie. Dla gromady ustalono 12 członków gromadzkiej rady narodowej.
Gromadę zniesiono 31 grudnia 1959, a jej obszar włączono do gromady Wilga w tymże powiecie.